# Сотерия (искусство)
Соте́рия (лат. soteria из греч. σωτηρία  — спасение) — в Древнем Риме так называли подарок человеку после выздоровления, избавления от тяжёлой болезни. 
В христианской иконографии Сотер (лат. Soter — Спаситель) — образ Иисуса Христа Благословляющего. Сотерия — венок из роз, символ Девы Марии Целомудренной (Мадонны Иммакулаты) или Девы Мария Розария. В католических алтарных картинах Мадонну иногда изображают в венке из роз. Св. Доминик, по преданию, сделал чётки для молитвы из лепестков роз, перетёртых с гуммиарабиком, и назвал их «Розовой короной Мадонны».
В 1644 г. в Венеции было издано сочинение монаха Лоренцо Лонго «Сотерия», в котором, как и в более известном сочинении Чезаре Рипы «Иконология», дано символическое толкование многих природных и геометрических форм, в частности круга, сферы, октогона (восьмигранника). Это сочинение было популярно у многих художников эпохи маньеризма и барокко. Архитекторы использовали текст Лонго в комментариях (кончетто) к своим проектам, объясняя таким способом символику сооружений и их частей. Например, венецианский архитектор Бальдассаре Лонгена следовал тексту «Сотерии», проектируя церковь Санта-Мария-делла-Салюте в Венеции.